# Galapa baerti
Galapa baerti là một loài nhện trong họ Pholcidae. Loài này có ở quần đảo Galapagos và là loài điển hình của chi Galapa.